# Poddubówek (gromada)
Poddubówek – dawna gromada, czyli najmniejsza jednostka podziału terytorialnego Polskiej Rzeczypospolitej Ludowej w latach 1954–1972.
Gromady, z gromadzkimi radami narodowymi (GRN) jako organami władzy najniższego stopnia na wsi, funkcjonowały od reformy reorganizującej administrację wiejską przeprowadzonej jesienią 1954 do momentu ich zniesienia z dniem 1 stycznia 1973, tym samym wypierając organizację gminną w latach 1954–1972.
Gromadę Poddubówek z siedzibą GRN w Poddubówku utworzono – jako jedną z 8759 gromad – w powiecie suwalskim w woj. białostockim, na mocy uchwały nr 23/V WRN w Białymstoku z dnia 4 października 1954. W skład jednostki weszły obszary dotychczasowych gromad Poddubówek, Dubowo I, Dubowo II, Niemcowizna, Zielone Królewskie I i Zielone Królewskie II ze zniesionej gminy Kuków, obszar dotychczasowej gromady Bakaniuk ze zniesionej gminy Koniecbór, oraz miejscowość Papiernia z dotychczasowej gromady Sobolewo ze zniesionej gminy Huta w tymże powiecie. Dla gromady ustalono 13 członków gromadzkiej rady narodowej.
1 stycznia 1969 do gromady Poddubówek przyłączono wsie Białe, Kropiwne Nowe, Wasilczyki, Wychodne, Płociczno i Zielone Kamedulskie ze zniesionej gromady Wychodne.
Gromada przetrwała do końca 1972 roku, czyli do kolejnej reformy gminnej.